# 赤羽
赤羽（日语：／ Akabane */?）是日本東京都北區地名，設有一丁目至三丁目。2014年3月1日為止的人口為10,369人。郵遞區號115-0045。

## 地理
位於東京都北區北部北端。北與埼玉縣川口市之間以荒川為界，東鄰岩淵町與志茂，南接赤羽南，西連赤羽西、赤羽台以及赤羽北。
地域周邊有JR赤羽站、東京地下鐵赤羽岩淵站，鐵路交通便利，為東京都北區的交通、商業中心。川口市、戶田市等京濱東北線和埼京線沿線的埼玉縣民前往東京都時會經過此地，促進購物和餐飲等商業活動。因此赤羽和京濱東北線、埼京線沿線的埼玉縣形成同一經濟圏，與埼玉縣在生活上有非常密切的關係。
受惠於源自秩父山地的伏流水，相鄰的岩淵町是東京都區内唯一的造酒屋「小山酒造」所在地。稱作拉拉花園（ララガーデン，鈴蘭通）的拱廊商業街延伸到相鄰的志茂，人潮眾多。過去有東京的「北之玄關口」之稱。站西口再開發完成後，已不見過去歡樂街的氛圍。站東口赤羽南的赤羽會館是古老的公會堂，與王子本町的北區役所、王子的北TOPIA、西原的瀧野川會館並列區民的文化據點。過去聚集在赤羽的性產業逐漸移往西川口。

## 歷史
赤羽北部的岩淵，是以岩淵宿這個宿場町開始發展，而赤羽指是單純的村落。但在赤羽鋪設鐵路後，赤羽作為交通要地逐漸發展至今。

### 地名的由來
因本地富含紅土（赤埴、あかはに）而得名。

## 交通

### 鐵路
- 赤羽站
  - 東日本旅客鐵道（JR東日本）：宇都宮線、高崎線、埼京線、京濱東北線、湘南新宿線
- 赤羽岩淵站
  - 東京地下鐵：南北線
  - 埼玉高速鐵道：埼玉高速鐵道線

### 巴士
赤羽站東口、西口轉運站附近是多條路線巴士公司的發車處。
- 國際興業巴士（日语：国際興業バス）
- 東京都交通局
- 關東巴士

### 道路
- 國道122號（北本通）
- 東京都道311號環狀八號線（日语：東京都道311号環状八号線）（環八通）

## 設施
行政
- 北區役所赤羽區民事務所
- 警視廳赤羽合同廳舎
- 王子勞動基準監督署（日语：労働基準監督署）
- 赤羽北區民中心（接觸館）

教育
- 北區立赤羽小學校（赤羽一丁目）
- 北區立第四岩淵小學校（赤羽三丁目）
- 聖母騎士幼稚園（日语：ンベンツァル聖フランシスコ修道会）（赤羽二丁目）

公園
- 赤羽櫻堤綠地

## 備註
1. ↑  北區役所ホームページ[永久]